# Нордичні країни
64° пн. ш. 13° сх. д. / 64° пн. ш. 13° сх. д.
Норди́чні краї́ни — географічний та культурний регіон у Північній Європі та Північній Атлантиці, де їх найчастіше називають Norden (буквально «Північ»). Термін включає у себе Данію, Норвегію, Швецію, Фінляндію, Ісландію, а також Ґренландію і Фарерські острови які є частиною Королівства Данії. До терміна також включають Аландські острови, які входять до складу Фінляндської Республіки, а також Ян-Маєн та архіпелаг Шпіцберген, які належать до Королівства Норвегія. Острів Буве іноді не вважається частиною північних країн через своє географічне положення. Кілька регіонів Європи, такі як Північні острови Шотландії, розділяють культурні чи етнічні зв’язки з північними країнами, але не вважаються їхньою частиною. Скандинави, які складають понад три чверті населення регіону, є його найбільшою етнічною групою, за якою йдуть фіни, які складають більшість у Фінляндії; серед інших етнічних груп — гренландські інуїти, народ саами, недавні іммігранти та їхні нащадки. Корінні мови — шведська, данська, норвезька, ісландська та фарерська є північно-германськими мовами, які походять з давньоскандинавської мови. Місцевими негерманськими мовами є фінська, гренландська та кілька саамських мов. Основна релігія — лютеранство.
Північні країни мають багато спільного у своєму способі життя, історії, релігії та соціальній структурі. Ці країни мають довгу історію політичних уній та інших близьких відносин, але сьогодні є єдиним утворенням. У XIX столітті існував Скандинавістський рух, який прагнув об’єднати Данію, Норвегію та Швецію в одну країну. З незалежністю Фінляндії на початку XX століття та Ісландії в середині XX століття цей рух перетворився на сучасну організовану нордичну співпрацю, до якої входять Північна рада та Північна рада міністрів. Гельсінський договір — політична угода, яка встановлює основу для співпраці в Північній раді та Раді міністрів Північних країн. В англійській мові, Скандинавія іноді використовується як синонім для країн Північної Європи, однак цей термін правильніше використовувати стосовно трьох монархій Данії, Норвегії та Швеції. Геологічно, Скандинавський півострів охоплює материкові частини Норвегії та Швецію, а також найпівнічнішу частину Фінляндії.
Загальна площа нордичних північних країн складає 425 804 км². Нежилі крижані покрови та льодовики займають близько половини цієї території, переважно в Гренландії. У січні 2013 року в регіоні проживало близько 26 населення мільйонів людей. Нордичні країни мають дуже високі показники в багатьох галузях, включаючи освіту, економічну конкурентоспроможність, громадянські свободи, якість життя та людський розвиток. Маючи лише чотири мовні групи, спільне мовне неоднорідне надбання є одним із факторів, що становлять нордичну ідентичність. Данська, норвезька, шведська, ісландська та фарерська мови вкорінені у давньоскандинавській, а данська, норвезька та шведська мови вважаються взаємозрозумілими. Ці три домінуючі мови викладаються в школах по всьому нордичному регіону. Наприклад, шведська мова є обов'язковим предметом у фінських школах, оскільки Фінляндія за законом є двомовною країною. Данська мова є обов'язковою для фарерських та гренландських шкіл, оскільки ці самоврядні регіони є частиною Данської королівства. Ісландія також викладає данську мову, оскільки була частиною Данського королівства до 1918 року і перебувала у союзі з Данією до 1944 року. Поряд з цими і островними скандинавськими мовами, фарерською та ісландською мовами, які також є північногерманськими мовами, є фінська та саамські гілки уральських мов, якими розмовляють відповідно у Фінляндії та на півночі Норвегії, Швеції та Фінляндії; а також гренландська, ескімосько-алеутська мова, якою розмовляють у Ґренландії.Робочими мовами двох її політичних органів є данська, норвезька та шведська.
Кожна з країн має свої економічні та соціальні моделі, іноді з великими відмінностями від своїх сусідів, але тією чи іншою мірою поділяє нордичну модель економіки та соціальної структури, а саме ринкову економіку у купі із сильними профспілками та системою соціального захисту, яка фінансується коштом високих податків. Існує високий ступінь перерозподілу доходів і низький рівень соціальних заворушень. Сюди входить підтримка держави загального добробуту, яка спеціально спрямована на підвищення індивідуальної самостійності та сприяння соціальній мобільності; корпоратистська система, що передбачає тристоронні домовленості, де представники робітників та роботодавців ведуть переговори щодо політики оплати праці та ринку праці, опосередкованої урядом; та зобов’язання приватної власності (з деякими застереженнями) у змішаній економіці.

## Етимологія та концепція нордичних країн

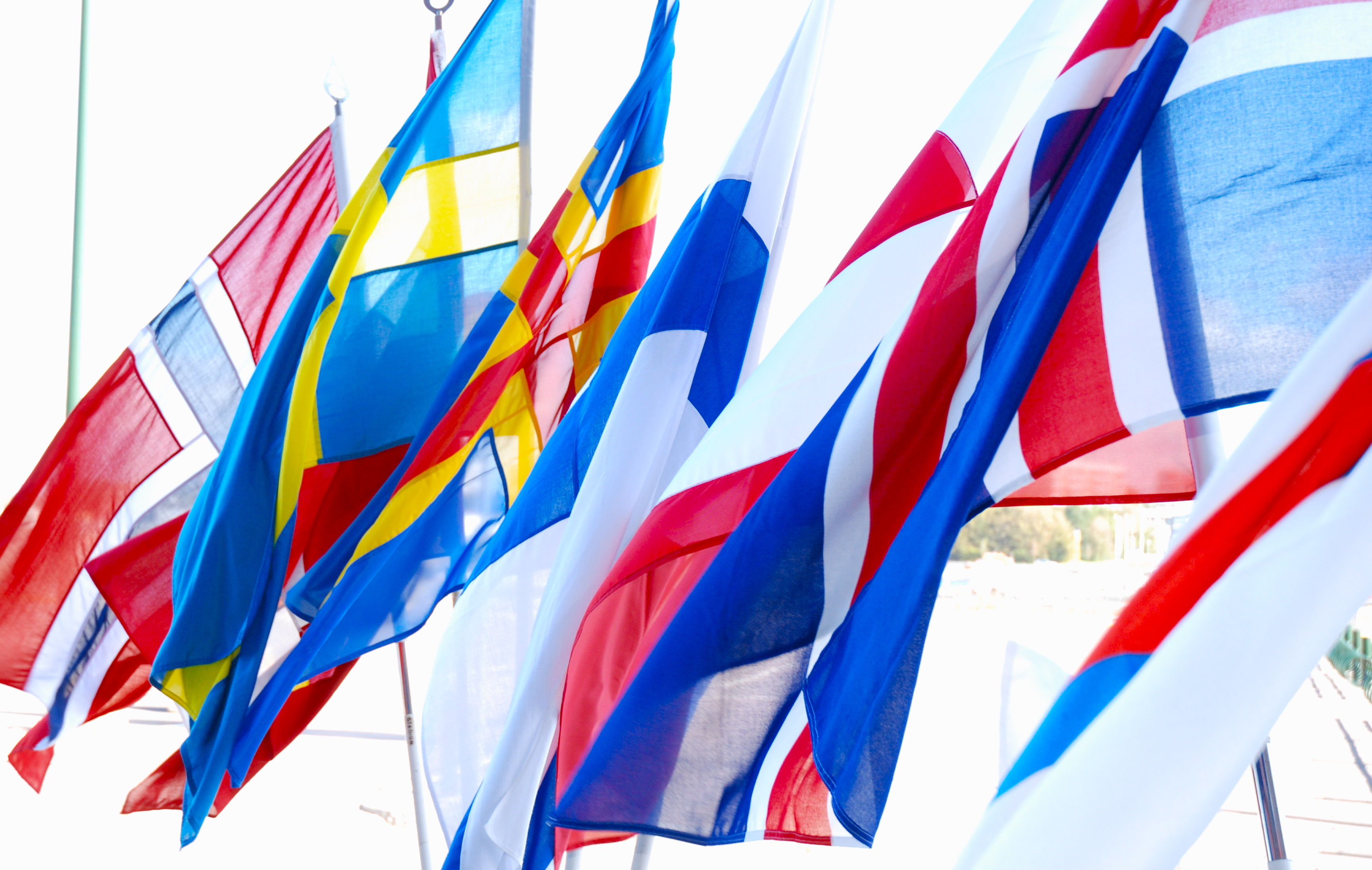
Нордичні прапори

Нордичні країни складаються з історичних територій скандинавських країн, областей, які розділяють спільну історію та культуру зі Скандинавією. Мається на увазі зазвичай посилання на цю більшу групу, оскільки термін Скандинавія вужчий, а іноді й неоднозначний. До нордичних країн, як правило, належать Данія, Фінляндія, Ісландія, Норвегія та Швеціюя, включно з пов'язаними з ними територіями (Гренландія, Фарерські острови та Аландські острови).
Термін "Нордичні країни" став широко вживатися після появи Foreningen Norden. Термін походить побічно від місцевого терміна Norden, який використовується в скандинавських мовах, що означає "Північ(-ні землі)". На відміну від "нордичних країн", термін Norden/Норден є в однині. Етнохоронім — Нордбю/nordbo, в буквальному розумінні означає «нордичний мешканець».
- Термін Скандинавія стосується або культурної та мовної групи, утвореної трьома монархіями: Данією, Норвегією та Швецією, або Скандинавського півострова, який утворюється материковою частиною Норвегії та Швецією, а також найбільшою північно-західною частиною Фінляндії. Особливо за межами Нордичного регіону термін Скандинавія часто використовується як синонім нордичних країн. Вперше зафіксував використання імені Пліній Старший розповідаючи про "великий, родючий острів на Півночі" (можливо, мається на увазі Сканія).[16]
- Фенноскандія належить до області, що включає Скандинавський півострів, Фінляндію, Кольський півострів і Карелію. Цей термін здебільшого обмежений геологією, якщо говорити про Балтійський щит.
- Північний Калотт складається з провінцій та графств Лапландія у Фінляндії, Фіннмарк, Нордленд і Тромс у Норвегії та Лапландія та Норрботтен у Швеції. Цей арктичний район розташований навколо та на північ від Полярного кола у трьох північноєвропейських країнах Норвегії, Швеції та Фінляндії та Кольському півострові в Росії.
- Баренцевий регіон утворений Півночним Калоттом, а також регіонами Північної Пог'янмаа та Кайнуу Фінляндії, шведськими провінціями Лапландія, Вестерботтен і Норрботтен, Російськими Архангельською та Мурманською областями, Ненецьким автономним округом, а також Республіками Карелія та Комі. Дані регіони співпрацюють через Раду Баренцевого/Євроарктичного регіону.
- Північна Європа включає, крім північних країн, країни Балтії, а саме поняття іноді поширюється на Велику Британію, Республіку Ірландія, Каналські острови та острів Мен.[17]

Нордичні країни (помаранчевий і червоний) та скандинавські монархії (червоний)
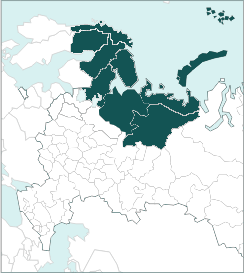
Баренцевий регіон
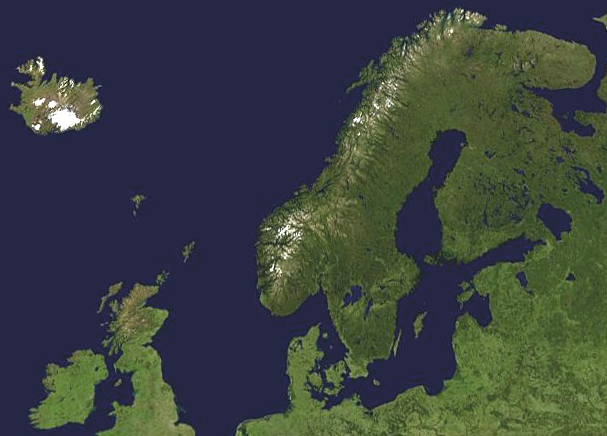
Супутникова фотографія Північної Європи

## Список

### Суверенні держави
| Суверенні держави | Королівство Данія                                                                           | Фінляндська Республіка                                                                    | Ісландія                                                                                      | Королівство Норвегія                                                                      | Королівство Швеція                                                                                   |
| Прапор | Данія                                                                                       | Фінляндія                                                                                 | Ісландія                                                                                      | Норвегія                                                                                  | Швеція                                                                                               |
| Герб | Denmark                                                                                     | Finland                                                                                   | Ісландія                                                                                      | Norway                                                                                    | Sweden                                                                                               |
| Офіційна місце назва | Kongeriget Danmark                                                                          | Suomen tasavalta Republiken Finland                                                       | Ísland                                                                                        | Kongeriket Norge Kongeriket Noreg Norgga gonagasriika                                     | Konungariket Sverige                                                                                 |
| Загальноприйнята місцева назва | Danmark                                                                                     | Suomi Finland                                                                             | Ísland                                                                                        | Norge Noreg                                                                               | Sverige                                                                                              |
| Загальноприйнята назва українською | Данія                                                                                       | Фінляндія                                                                                 | Ісландія                                                                                      | Норвегія                                                                                  | Швеція                                                                                               |
| Населення (2018 оцінка) | 5,809,502                                                                                   | 5,537,364                                                                                 | 343,518                                                                                       | 5,372,191                                                                                 | 10,313,447                                                                                           |
| Площа | 43,094 км2                                                                                  | 338,145 км2                                                                               | 103,000 км2                                                                                   | 323,802 км2                                                                               | 450,295 км2                                                                                          |
| Щільність населення (2015 оцінка) | 129.5/км2                                                                                   | 16.2/км2                                                                                  | 3.2/км2                                                                                       | 16.1/км2                                                                                  | 22.9/км2                                                                                             |
| Столиця | Копенгаген                                                                                  | Гельсінкі                                                                                 | Рейк'явік                                                                                     | Осло                                                                                      | Стокгольм                                                                                            |
| Найбільш заселені міста [джерело?] | Копенгаген – 1,320,629 Орхус – 330,639 Оденсе – 213,558 Ольборг – 205,809 Есб'єрг – 116,032 | Гельсінкі – 1,488,236 Тампере – 370,084 Турку – 315,751 Оулу – 200,400 Ювяскюля – 140,812 | Рейк'явік – 201,049 Акурейрі – 18,103 Рейк'янесбаїр – 14,000 Акранес – 6,699 Сельфосс – 6,512 | Осло – 1,588,457 Берген – 420,000 Ставангер – 319,822 Трогейм – 183,378 Драммен – 117,510 | Стокгольм – 2,371,774 Гетеборг – 1,015,974 Мальме – 707,120 Гельсінгборг – 272,873 Уппсала – 253,704 |
| Форма державного правління | Унітарна парламентська конституційна монархія                                               | Унітарна парламентська республіка                                                         | Унітарна парламентська республіка                                                             | Унітарна парламентська конституційна монархія                                             | Унітарна парламентська конституційна монархія                                                        |
| Нинішній глава держави та уряду | Маргрете II (Королева) Метте Фредріксен (Прем'єр-Міністр)                                   | Саулі Нііністьо (Президент) Санна Марін (Прем'єр-Міністр)                                 | Гвюдні Йоуганнессон (Президент) Катрин Якобсдоттір (Прем'єр-Міністр)                          | Гаральд V (Король) Ерна Солберг (Прем'єр-Міністр)                                         | Карл XVI Густав (Король) Стефан Левен (Прем'єр-Міністр)                                              |
| Європейська асоціація вільної торгівлі | Ні                                                                                          | Ні                                                                                        | Так                                                                                           | Так                                                                                       | Ні                                                                                                   |
| Європейський Союз | Так                                                                                         | Так                                                                                       | Ні                                                                                            | Ні                                                                                        | Так                                                                                                  |
| Європейська Економічна Зона | Так                                                                                         | Так                                                                                       | Так                                                                                           | Так                                                                                       | Так                                                                                                  |
| Офіційна мова | Данська                                                                                     | Фінська та Шведська                                                                       | Ісландська                                                                                    | Норвезька та Sami                                                                         | Шведська                                                                                             |
| Офіційні мови національних менших | Німецька                                                                                    | Саамські, Циганська, Жестова мова, Карельська                                             | Жестова мова                                                                                  | Квенська, Tavringer, Циганська                                                            | Фінська, Саамьські, Циганська, Їдиш та Мянкіелі                                                      |
| Основна релігія | 74.8% Лютеранство 5.3% Іслам 19.9% інші, не вказали релігію, або нерелігійні                | 68.7% Лютеранство 1.1% Православ'я 1.7% інша релігія 28.5% unspecified or no religion     | 63.5% Лютеранство 11.7% інші Християни 3.3% інша релігія 21.5% unspecified or no religion     | 69.9% Лютеранство 6.9% інші Християни 3.3% Іслам 0.8% інша релігія 19.2% no religion      | 60.2% Лютеранство 8.5% інші 31.3% no religion                                                        |
| ВВП (номінал) | $306.7 мільярдів                                                                            | $236.8 мільярдів                                                                          | $20.0 мільярдів                                                                               | $370.4 мільярдів                                                                          | $511.3 мільярдів                                                                                     |
| ВВП (номінал) на душу населення | $53,744                                                                                     | $43,169                                                                                   | $59,629                                                                                       | $70,392                                                                                   | $51,165                                                                                              |
| ВВП (ПКС) | $273.8 мільярдів                                                                            | $231.3 мільярдів                                                                          | $16.5 мільярдів                                                                               | $364.4 мільярдів                                                                          | $498.1 мільярдів                                                                                     |
| ВВП (ПКС) на душу населення | $47,985                                                                                     | $42,165                                                                                   | $49,136                                                                                       | $69,249                                                                                   | $49,836                                                                                              |
| Грошова одиниця | Данська крона                                                                               | Євро                                                                                      | Ісландська крона                                                                              | Норвезька крона                                                                           | Шведська крона                                                                                       |
| Військовий бюджет | 1.41% ВВП                                                                                   | 1.47% ВВП                                                                                 | 0.13% ВВП                                                                                     | 1.4% ВВП                                                                                  | 1.18% ВВП                                                                                            |
| Чисельність збройних сил | 72,135                                                                                      | 365,000                                                                                   | 130                                                                                           | 69,700                                                                                    | 221,163                                                                                              |
| Робоча сила | 2,962,340                                                                                   | 2,677,260                                                                                 | 197,200                                                                                       | 2,781,420                                                                                 | 5,268,520                                                                                            |
| Місце в Індексі людського розвитку | 11                                                                                          | 15                                                                                        | 6                                                                                             | 1                                                                                         | 7 |
| Місце в Індексі сприйняття корупції | 1                                                                                           | 3                                                                                         | 14                                                                                            | 7                                                                                         | 3 |
| Місце в Індексі свободи преси | 9                                                                                           | 4                                                                                         | 13                                                                                            | 1                                                                                         | 2 |
| Місце в Індексі недієздатності держав | 175                                                                                         | 178                                                                                       | 174                                                                                           | 177                                                                                       | 170                                                                                                  |
| Місце в Індексі економічної свободи | 12                                                                                          | 26                                                                                        | 11                                                                                            | 23                                                                                        | 15                                                                                                   |
| Місце в Індексі конкурентоспроможності | 10                                                                                          | 11                                                                                        | 24                                                                                            | 16                                                                                        | 9 |
| Місце в Індексі екологічної ефективності | 3                                                                                           | 10                                                                                        | 11                                                                                            | 14                                                                                        | 5 |
| Місце в Індексі добрих країн | 6                                                                                           | 1                                                                                         | 36                                                                                            | 8                                                                                         | 4 |
| Місце в Звіті про гендерний розрив | 13                                                                                          | 4                                                                                         | 1                                                                                             | 2                                                                                         | 3 |
| Місце в Рейтингу країн за рівнем щастя населення | 2                                                                                           | 1                                                                                         | 4                                                                                             | 5                                                                                         | 7 |
| The figures in this table do not include Greenland, the Faroe Islands, the Åland Islands, Svalbard, Jan Mayen, Bouvet Island, Peter I Island, and Королева Maud Land. |                                                                                             |                                                                                           |                                                                                               |                                                                                           | |

### Пов'язані території
| Associated territory                   | Гренландія                                                                        | Фарерські острови                                                                    | Аландські острови                                                                  | Шпіцберген                                                                                   |
| Прапор                                 | Гренландія                                                                        | Фарерські острови                                                                    | Аландські острови                                                                  | Свальбард і Ян-Маєн                                                                          |
| Герб                                   | Greenland                                                                         | Faroe Islands                                                                        | Åland Islands                                                                      |                                                                                              |
| Офіційна місце назва                   | Kalaallit Nunaat Grønland                                                         | Føroyar Færøerne                                                                     | Landskapet Åland                                                                   | Svalbard                                                                                     |
| Населення (2016 оцінка)                | 56,483                                                                            | 49,188                                                                               | 29,013                                                                             | 2,667                                                                                        |
| Площа                                  | 2,166,086 км2                                                                     | 1,393 км2                                                                            | 1,580 км2                                                                          | 61,022 км2                                                                                   |
| Щільність населення                    | 0.028/км2                                                                         | 35.5/км2                                                                             | 18.36/км2                                                                          | 0.044/км2                                                                                    |
| Столиця                                | Нуук                                                                              | Торсгавн                                                                             | Марієгамн                                                                          | Лонг'їр                                                                                      |
| Найбільш заселені міста                | Нуук — 16,464 Сісіміут — 5,598 Ілуліссат — 4,541 Какорток — 3,229 Аасіаат — 3,142 | Торсгавн — 12,648 Клаксвік — 4,681 Гойвік — 2,951 Argir — 1,907 Fuglafjørður — 1,542 | Марієгамн — 11,521 Йомала — 4,646 Finström — 2,529 Лемланд — 1,991 Saltvik — 1,827 | Лонг'їр — 2,144 Баренцбург — 471 Свеагрува — ~225 Ню-Олесунн — ~30-130 Isbjørnhamna — ~10-12 |
| Суверенна держава                      | [ 52 ] [ 53 ]                                                                     | [ 52 ] [ 53 ]                                                                        | Фінляндія                                                                          | Норвегія                                                                                     |
| Статус                                 | Автономна країна                                                                  | Автономна країна                                                                     | Автономний регіон                                                                  | Невключена територія                                                                         |
| Форма правління                        | Передано Парламентаризм з конституційною монархією                                | Передано Парламентаризм з конституційною монархією                                   | Унітарна парламентська республіка                                                  | Унітарна парламентська конституційна монархія                                                |
| Нинішній глава держави та уряду        | Фредерік X (Король) Муте Буруп Егеде (Прем'єр-Міністр)                            | Фредерік X (Король) Аксель Йоганнесен (Прем'єр-Міністр)                              | Александр Стубб (Президент) Katrin Sjögren (Прем'єр-Міністр)                       | Гаральд V (Король) Йонас Гар Стьоре (Прем'єр-Міністр)                                        |
| Європейський Союз                      | Ні, спеціальна територія                                                          | Ні                                                                                   | Так                                                                                | Ні                                                                                           |
| Європейська асоціація вільної торгівлі | Ні                                                                                | Ні                                                                                   | Так                                                                                | Ні                                                                                           |
| Північна рада                          | Асоційований член                                                                 | Асоційований член                                                                    | Асоційований член                                                                  | Відсутнє індивідуальне представництво                                                        |
| Основна мова                           | Гренландська, Данська                                                             | Фарерська, Данська                                                                   | Шведська                                                                           | Норвезька                                                                                    |
| Основна релігія                        | 96.08 % Лютеранство 0.79 % Духовні вірування інуїтів 2.48 % атеїсти+агностики     | 89.3 % Лютеранство 6 % не вказали 3.8 % Нерелігійні                                  | 72.0 % Лютеранство 1.3 % Інші релігії 26.7 % Нерелігійні                           |                                                                                              |
| ВВП (номінал)                          | $2.22 мільярдів                                                                   | $2.77 мільярдів                                                                      |                                                                                    |                                                                                              |
| ВВП (номінал) на душу населення        | $43,365                                                                           | $50,300                                                                              |                                                                                    |                                                                                              |
| ВВП (номінал) на душу населення        | $2.173 мільярдів                                                                  | $1.471 мільярдів                                                                     | $1.563 мільярдів                                                                   |                                                                                              |
| ВВП (ПКС)                              | $37,900                                                                           | $36,600                                                                              | $55,829                                                                            |                                                                                              |
| ВВП (ПКС) на душу населення            | 0.90 %                                                                            | 2.90 %                                                                               |                                                                                    |                                                                                              |
| Грошова одиниця                        | Данська крона                                                                     | Фарерська крона Данська крона                                                        | Євро                                                                               | Норвезька крона                                                                              |

## Історія

### Хронологія
| Століття | Північні політичні утворення | Північні політичні утворення | Північні політичні утворення | Північні політичні утворення | Північні політичні утворення | Північні політичні утворення | Північні політичні утворення  |
| -------- | ---------------------------- | ---------------------------- | ---------------------------- | ---------------------------- | ---------------------------- | ---------------------------- | ----------------------------- |
| Століття | Данці                        | Гренландці                   | Фарерці                      | Ісландці                     | Норвежці                     | Шведи                        | Фіни                          |
| VIII     | Доісторичні данці            | Доісторичні гренландці       | Доісторичні фарерці          | Доісторичні ісландці         | Доісторичні норвежці         | Доісторичні шведи            | Доісторичні фіни              |
| IX       | Доісторичні данці            | Доісторичні гренландці       | Доісторичні фарерці          | Доісторичні ісландці         | Hereditary Kingdom of Norway | Доісторичні шведи            | Доісторичні фіни              |
| X        | Данія                        | Доісторичні гренландці       | Доісторичні фарерці          | Ісландська Вільна держава    | Hereditary Kingdom of Norway | Доісторичні шведи            | Доісторичні фіни              |
| XI       | Данія                        | Доісторичні гренландці       |                              | Ісландська Вільна держава    | Hereditary Kingdom of Norway | Доісторичні шведи            | Доісторичні фіни              |
| XII      | Данія                        | Доісторичні гренландці       | Швеція                       | Ісландська Вільна держава    | Hereditary Kingdom of Norway |                              | Доісторичні фіни              |
| XIII     | Данія                        |                              | Швеція                       |                              | Hereditary Kingdom of Norway |                              | Доісторичні фіни              |
| XIV      | Данія                        |                              | Швеція                       |                              | Hereditary Kingdom of Norway |                              |                               |
| XV       | Кальмарська унія             | Кальмарська унія             | Кальмарська унія             | Кальмарська унія             | Кальмарська унія             | Кальмарська унія             | Кальмарська унія              |
| XVI      | Данія-Норвегія               | Данія-Норвегія               | Данія-Норвегія               | Данія-Норвегія               | Данія-Норвегія               | Швеція                       | Швеція                        |
| XVII     | Данія-Норвегія               | Данія-Норвегія               | Данія-Норвегія               | Данія-Норвегія               | Данія-Норвегія               | Швеція                       | Швеція                        |
| XVIII    | Данія-Норвегія               | Данія-Норвегія               | Данія-Норвегія               | Данія-Норвегія               | Данія-Норвегія               | Швеція                       | Швеція                        |
| XIX      | Данія                        | Данія                        | Данія                        | Данія                        | Шведсько-норвезька унія      | Шведсько-норвезька унія      | Велике князівство Фінляндське |
| XX       | Данія                        | Гренландія                   | Фарерські острови            | Ісландія                     | Норвегія                     | Швеція                       | Фінляндія                     |
| XXI      | Данія                        | Гренландія                   | Фарерські острови            | Ісландія                     | Норвегія                     | Швеція                       | Фінляндія                     |

## Географія

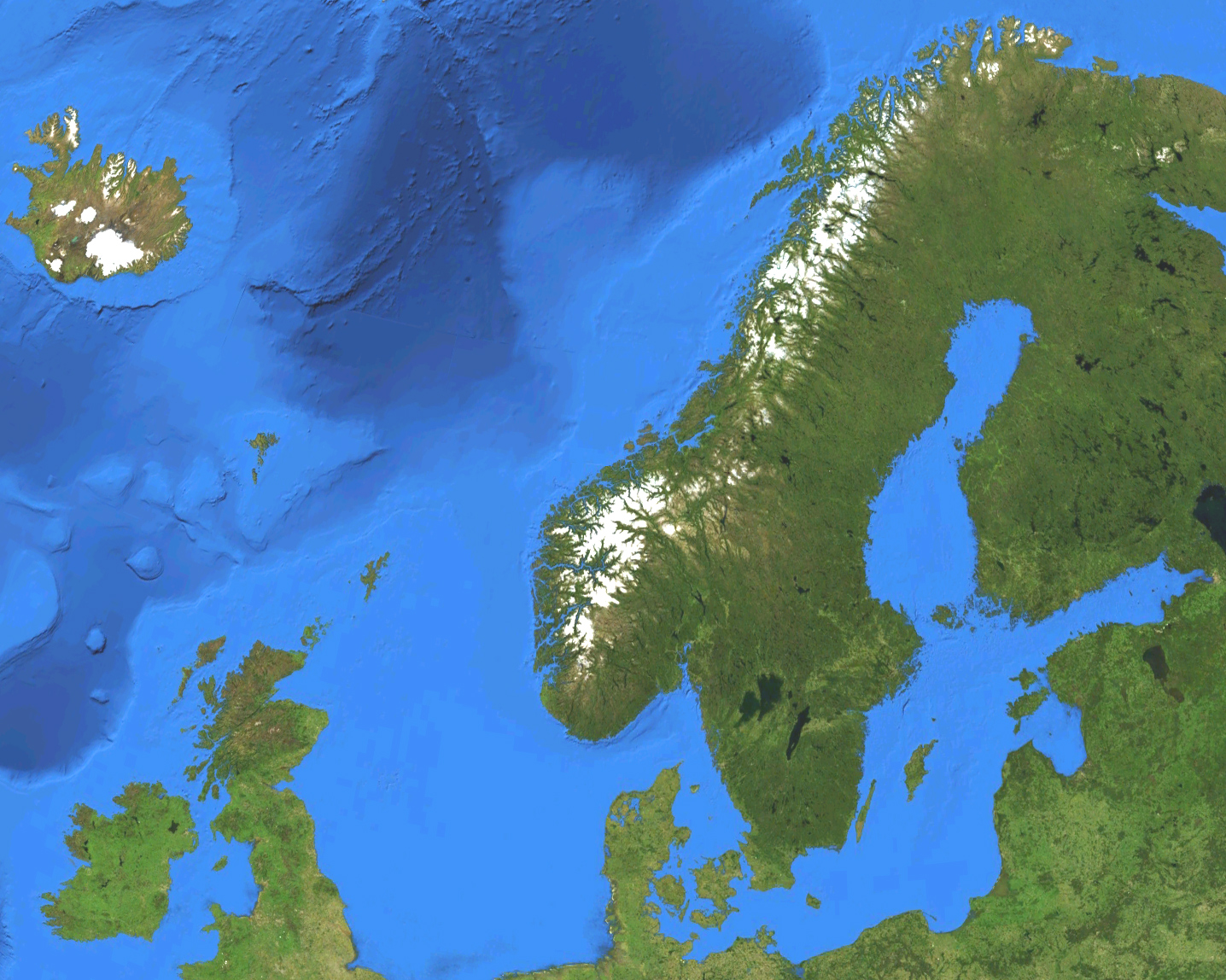
Супутникова карта європейської частини нордичних країн, за винятком Яна Маєна та Свалбарду

Міст Ересунд між Мальме у Швеції та Копенгагеном у Данії

Нордичні країни та самоврядні регіони в алфавітному порядку: кількість жителів (2018), площа (км2) та густота населення (людей/км2): 
| Країна            | Населення  | Площа    | Щільність населення |
| ----------------- | ---------- | -------- | ------------------- |
| Данія             | 5,806,014  | 42,933   | 135                 |
| Фарерські острови | 50,322     | 1393     | 36                  |
| Фінляндія         | 5,520,535  | 338,424  | 16                  |
| Ісландія          | 355,620    | 102,775  | 3                   |
| Норвегія          | 5,323,933  | 385,203  | 16                  |
| Швеція            | 10,313,447 | 450,295  | 23                  |
| Всього            | 27,271,647 | 1321,023 | 21                  |
| Джерело:          |            |          |                     |

Данія на сьогодні є найбільш густонаселеною країною, тоді як Швеція, Норвегія та Фінляндія є малонаселеними та схожими одна на одну з цієї точки зору. Ісландія має як найнижчу кількість населення, так і найнижчу її щільність. Однак, великі райони Фінляндії, Норвегії та Швеції, як і більшість Ісландії, є незаселеними. У Данії таких районів немає. У Данії щільність населення близька до середнього на континенті, однак, вища, ніж, наприклад, у Франції та Польщі, але нижча аніж у Великій Британії, Італії чи Німеччині. У Фінляндії, Норвегії та Швеції щільність населення трохи нижча, ніж у США, але вища, ніж у Канаді. У круглих цифрах щільність населення Ісландії нагадує чисельність Канади.

### Суша та акваторія

Виключні економічні зони та територіальні води Королівства Данії

Цей перелік включає залежні території в межах їх суверенних держав (включаючи нежилі території), але не включає претензії на Антарктиду. EEZ + TIA — це виключна економічна зона (EEZ) плюс загальна внутрішня площа (TIA), яка включає сухопутні та внутрішні води.
| Область           | EEZ & TW Площа (км2) | Площа землі | Всього    |
| ----------------- | -------------------- | ----------- | --------- |
| Данія             | 105 989              | 42 506      | 149 083   |
| Фарерські острови | 260 995              | 1 399       | 262 394   |
| Гренландія        | 2 184 254            | 2 166 086   | 4 350 340 |
| Всього            | 2 551 238            | 2 210 579   | 4 761 817 |

Нордичні країни мають загальну площу близько 3,5 мільйонів квадратних кілометрів і надзвичайно різноманітну географію. Площа настільки велика, що охоплює п’ять часових поясів. На сході регіон межує з Росією, а на заході в ясний день з Гренландії видно узбережжя Канади. Навіть за винятком Гренландії та норвезьких островів Свальбард та Ян-Маєн, решта нордичних країн охоплює близько 1,3 мільйонів квадратних кілометрів. Це приблизно та сама область, що й Франція, Німеччина та Італія разом. На півдні країни межують з Прибалтикою, Польщею, Німеччиною та Великою Британією, а на півночі — з Північним Льодовитим океаном.
Помітними природними особливостями нордичних країн є Норвезькі фіорди, Архіпелагове море між Фінляндією та Швецією, велика вулканічна та геотермальна діяльність Ісландії та Гренландія, яка є найбільшим островом у світі. Найпівденніша точка північних країн — Гедсер, на острові Фальстер у Данії. Найпівнічнішою точкою є острів Каффеклуббен у Ґренландії, який також є найпівнічнішою точкою суші на Землі. Найбільші міста та столиці країн Північної Європи розташовані в південних районах регіону, за винятком Рейк'явіка, столиці Ісландії. Гельсінкі, Осло та Стокгольм всі близькі до тієї ж широти, що і найпівденніша точка Гренландії, острів Еггер (Ітіллек): близько 60°.

### Топографія
Вся Данія та більша частина Фінляндії лежать нижче 200 метрів над рівнем моря, і топографія обох країн порівняно рівна. У Данії морени та тунельні долини додають певного рельєфу ландшафту, тоді як у Фінляндії околиці озер Пієлінен та Пяйянне мають помірний рельєф. Фінський регіон, що знаходиться на схід від Ботнічної затоки виділяється найбільшою рівниною серед нордичних країн. Скандинавські гори домінують ландшафт Норвегії. Південна частина Скандинавських гір ширша за північну і має більш високі вершини. Південна частина має також низку плато та м'яко хвилястих рівнин. Західні частини гір вирізані фіордами, що створює драматичний пейзаж. Ландшафт Швеції можна описати як суміш Норвегії, Фінляндії та Данії. За винятком Високого узбережжя, прибережні райони Швеції утворюють низовини. У Швеції присутні три високогірних райони, Південно-шведська височина, Скандинавські гори та Норрландський регіон, який є східним продовженням Скандинавських гір. Південно-шведська височина та норвезька місцевість розділені центрально-шведською низовиною. Топографія Ісландії виділяється серед країн Північної Європи тим, що є високогір'ям у формі чаші.

### Клімат

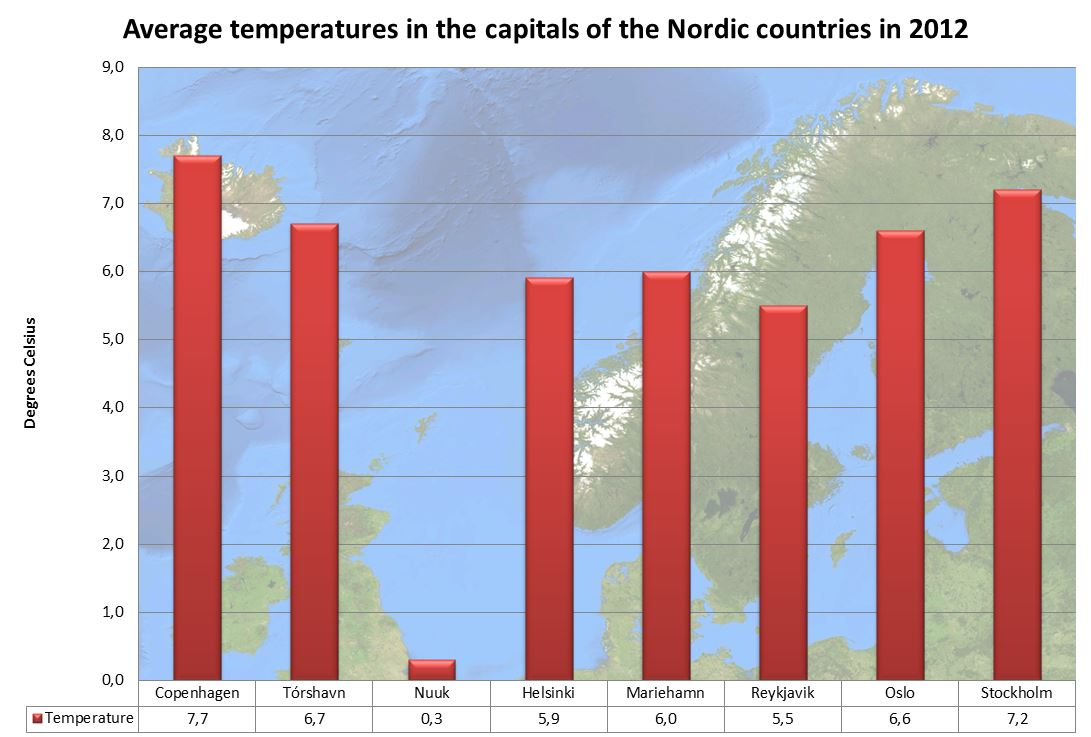
Середні температури в столицях нордичних країн у 2012 році

Попри своє північне розташування, у нордичних країн, як правило, м'який клімат порівняно з іншими країнами, які знаходяться на однакових широтах. На клімат нордичних країн переважно впливає їх північне розташування, але виправляється неподалік від океану та Гольфстриму, який приносить теплі океанські течії з краю Флориди. Навіть далеко на півночі, зими можуть бути досить м'якими, хоча на північ від Полярного кола кліматична зона є арктичним із суворими зимами та коротким літом. Море сильно впливає на погоду в західних прибережних зонах Ісландії, Норвегії, Данії та Швеції. Опади великі, а сніговий покрив під час зими рідкісний. Літо, як правило, холодне.
Що далі від Атлантичного океану та Гольфстриму, то холоднішим стає під час зими. На Фінляндію, більшу частину Швеції та південно-східну частину Норвегії впливає величезний континент на сході, що призводить до теплих і довгих літ, ясних і холодних зим, часто зі снігом. Наприклад, у Бергені на західному узбережжі Норвегії в лютому зазвичай температура вища нуля, тоді як у Гельсінкі температура зазвичай буде 7–8 °C нижче нуля протягом того ж місяця.
Кліматичні умови та якість земель визначали, як земля використовується у нордичних країнах. У густонаселеній материковій частині Данії майже не залишилося дикої природи. Більшість дефіцитних лісів є плантаціями, і майже 60 відсотків загальної площі Данії обробляються або зонуються як сади чи парки. З іншого боку, в інших нордичних країнах залишилося багато дикої природи. У інших північних країнах обробляється лише від 0 до 9 відсотків земель. Близько 17 відсотків земельних ділянок в Ісландії використовується на постійні луки та пасовища, а у Фінляндії, Норвегії та Швеції присутні великі лісові площі.